# 北海道道760号智恵文美深線
北海道道760号智恵文美深線（ほっかいどうどう760ごう ちえぶんびふかせん）は、北海道名寄市と中川郡美深町を結ぶ一般道道（北海道道）である。

## 概要

### 路線データ
- 起点：北海道名寄市智恵文（国道40号交点）
- 終点：北海道中川郡美深町川西（国道275号交点）
- 路線延長：6.2 km

## 歴史
- 1972年（昭和47年）3月31日 路線認定[1]。

## 地理

### 通過する自治体
- 上川総合振興局
  - 名寄市
  - 中川郡美深町

### 交差する道路
名寄市
- 国道40号 - 智恵文（起点）

美深町
- 国道275号 - 川西（終点）